# Guadalcanal (Spagna)
Guadalcanal è un comune spagnolo di 2 931 abitanti situato nella comunità autonoma dell'Andalusia.

## Storia
Benché oggi sia un centro abbastanza piccolo, Guadalcanal ha una lunga storia, che ha origine con un primo insediamento nel Neolitico. La presenza di resti romani indica che l'insediamento era ben consolidato durante l'epoca romana e, secondo alcuni, coinciderebbe con la città di Tereses o Stereses menzionata da Plinio il Vecchio nella sua Historia Naturalis (III,14).
Il nome attuale deriva dall'arabo Wad al-Qanal (وادي القنال), "fiume di Canal", dal nome "Canani" che la cittadina ebbe sotto i Vandali.
Guadalcanal fu strappata ai Mori nel 1241 ad opera dell'Ordine di Santiago, che ne fece una fortezza di frontiera. Nei decenni immediatamente successivi furono erette la chiesa di Santa Maria Maggiore (fine del XIII secolo) e la Almona, l'edificio civile più antico della regione (1307).
Nel Cinquecento furono scoperti importanti giacimenti di argento, rame, carbone e ferro. La città, tuttavia, subì anche un importante esodo migratorio verso l'America. Fu un oriundo di Guadalcanal, Pedro Ortega Valencia, membro della spedizione comandata da Álvaro de Mendaña de Neira, che diede il nome all'isola di Guadalcanal nell'arcipelago delle Isole Salomone (1568).
I secoli XIX e XX vedono la città perdere d'importanza. La popolazione toccò un massimo di circa 7 000 abitanti nel censimento del 1930, dopodiché iniziò a calare costantemente fino a scendere sotto i 3000 per la prima volta nel censimento del 2001.